# St. Kiliani (Gispersleben)

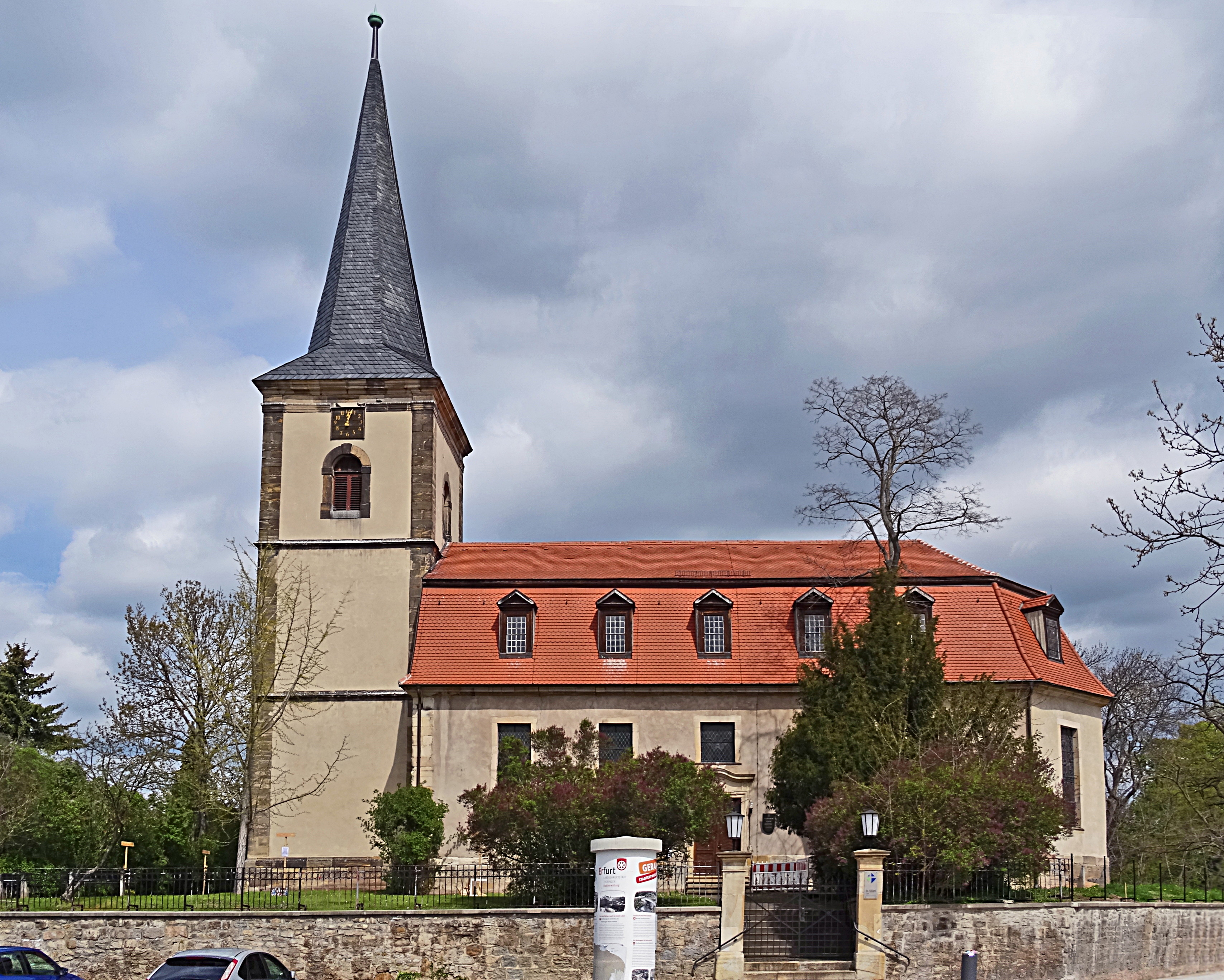
Die Kilianskirche 2021

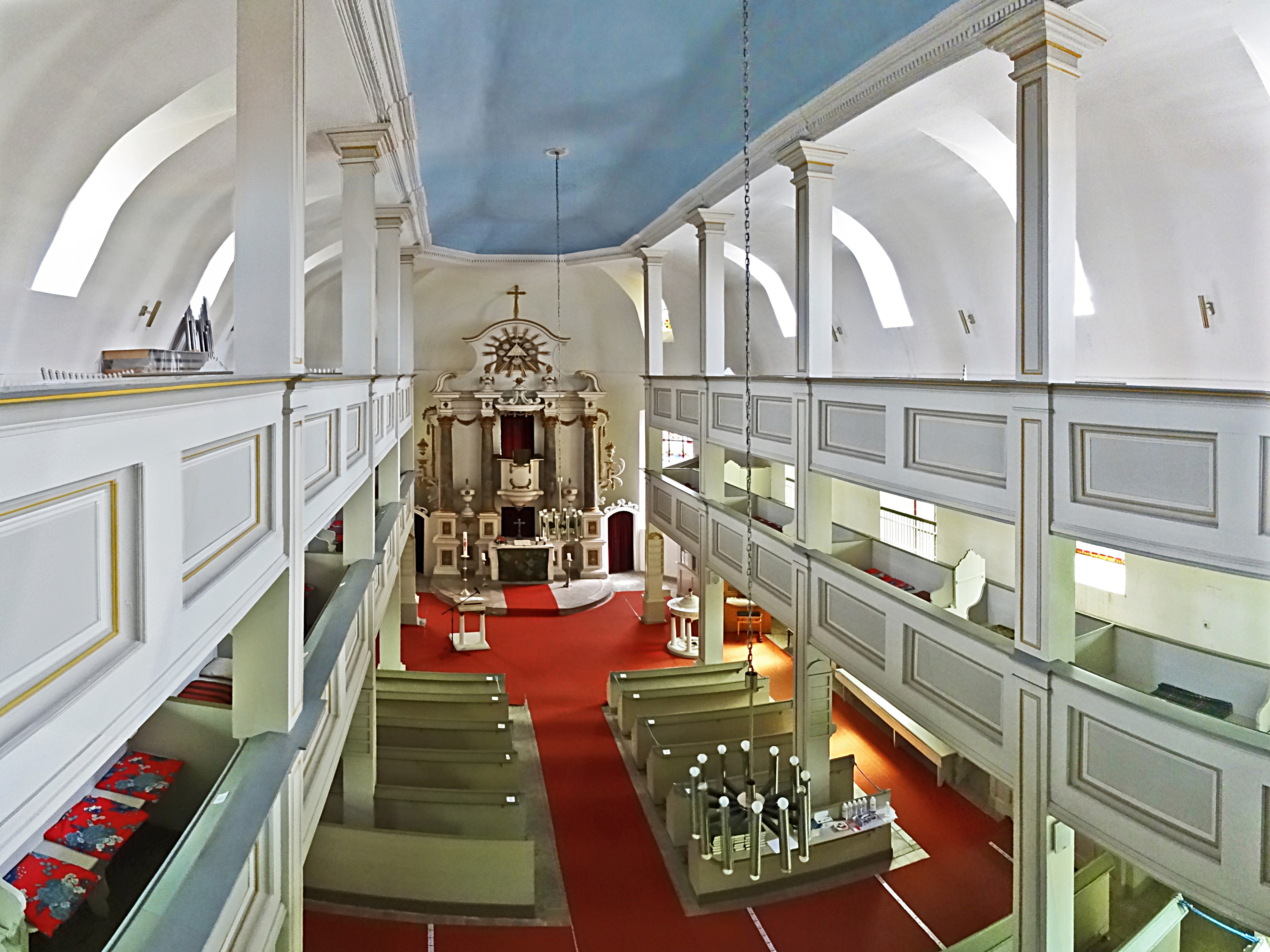
Blick zum Kanzelaltar

Die Kilianskirche in der Zittauer Straße 34 ist eine der beiden evangelischen Dorfkirchen in Gispersleben in Thüringen. Ihr Patron ist der heilige Kilian.

## Geschichte
Die Kirchengemeinde wurde am 20. März 1143 erstmals in den Dokumenten des Klosters Petersberg in Erfurt als Kiliani-Gisbodisleybin erwähnt. Wie das Peterskloster und die Stadt Erfurt gehörte sie zum Bistum Mainz. Am 5. April 1375 übertrug Heinrich VII. Beyer von Boppard, Domdekan des Mainzer Erzbischofs Ludwig von Meißen, die Pfarrkirche St. Kyliani in Gispirsleven dem Priester Gunther von Wyhe bis auf Widerruf. Ein evangelischer Pfarrer für die beiden Kirchgemeinden Kiliani und Viti ist 1571 nachweisbar.
Das bestehende Gebäude der Kilianikirche entstand nach dem großen Dorfbrand von 1733 an Stelle des Vorgängerbaues in Etappen. Der Turm wurde 1744 errichtet. Das Kirchenschiff mit der Doppelempore stammt aus dem Jahre 1792. Der spätbarocke Kanzelaltar stammt aus dem Jahr 1794. Die Hesse-Orgel mit dem original erhaltenen Prospekt wurde 1803 eingeweiht. 1833 wurde der Altarraum apsisartig verlängert.
1950 erfolgte die kommunale Eingliederung Gisperslebens in die Stadt Erfurt.
Von 1974 bis 1980 wurde am ehemaligen südlichen Dorfrand ein großes Wohngebiet in Plattenbauweise für ca. 15.000 Einwohner errichtet, welches kirchlicherseits der Kilianigemeinde zugeordnet wurde. Auf dem Kirchengrundstück begann daraufhin 1980 der Bau des Martin-Niemöller-Hauses, das 1982 eingeweiht wurde. Das Gemeindezentrum wurde im Rahmen der Kirchenbauprogramme in der DDR, welche von den evangelischen Kirchen in der Bundesrepublik Deutschland finanziert wurden, erbaut und nach dem Pfarrer Martin Niemöller benannt.
1998 erfolgte ein Zusammenschluss der Gisperslebener Viti- und der Kilianigemeinde.

## Orgel

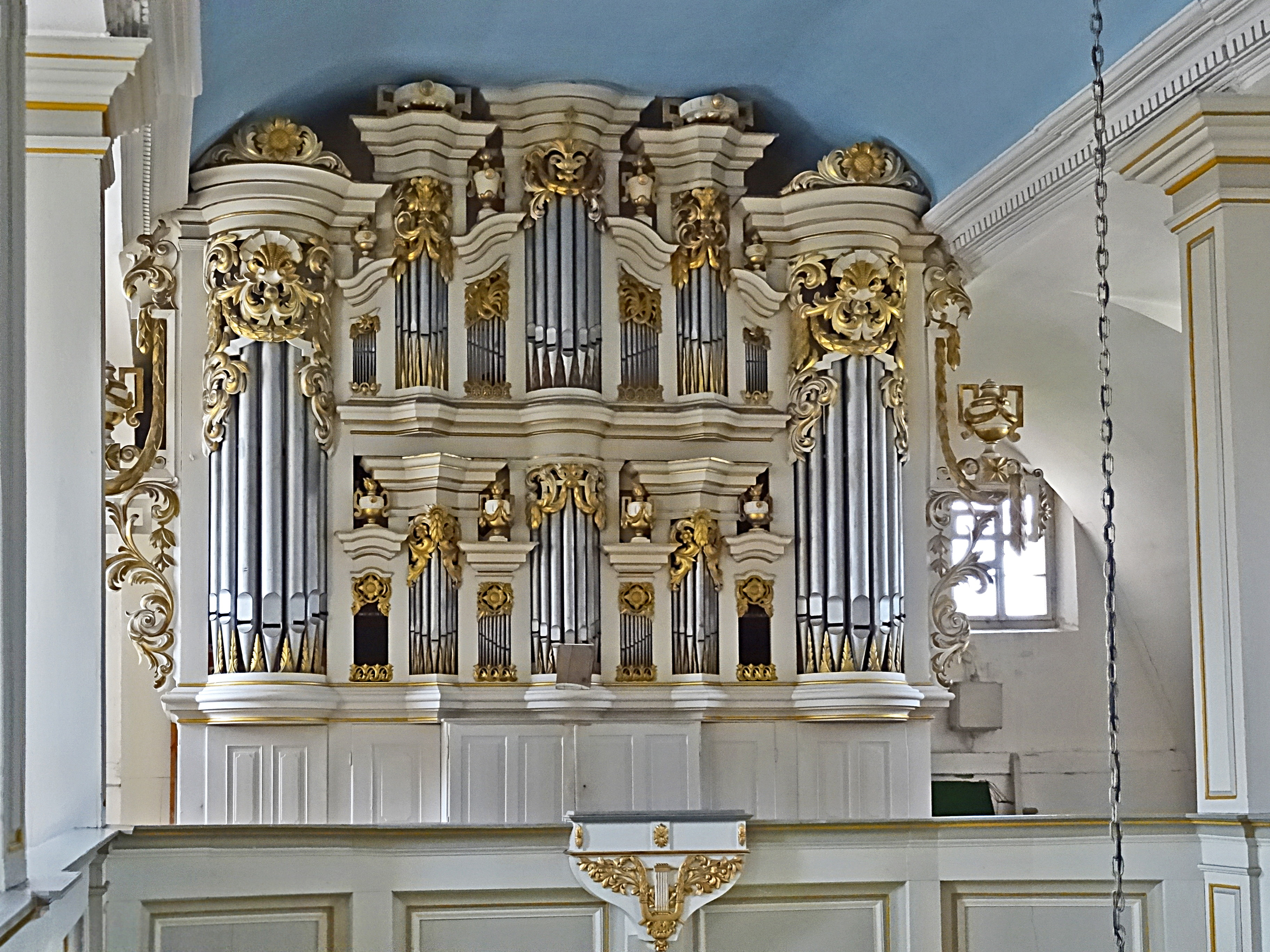
Hesse-Orgel

Die Orgel wurde in den Jahren 1797 bis 1806 von Johann Michael Hesse aus Dachwig gebaut.
Sie hat zwei Manuale und Pedal mit folgender Disposition:
| I Hauptwerk C– |       |
| Bordun         | 16′   |
| Prinzipal      | 8′    |
| Hohlflöte      | 8′    |
| Schweizerflöte | 8′    |
| Gedackt        | 8′    |
| Viola da gamba | 8′    |
| Oktave         | 4′    |
| Quinte         | 2 ⁄3′ |
| Oktave         | 2′    |
| Mixtur IV      |       |
| Zymbel III     |       |
| Trompete       | 8′    |

| II Unterwerk C– |    |
| Flauto traverso | 8′ |
| Stillgedackt    | 8′ |
| Quintadena      | 8′ |
| Prinzipal       | 4′ |
| Gedackt         | 4′ |
| Sesquialtera II |    |
| Oktave          | 2′ |
| Mixtur IV       |    |
| Zymbel III      |    |
| Glockenspiel    |    |

| Pedal C–   |     |
| Subbass    | 16′ |
| Violinbass | 16′ |
| Oktavbass  | 8′  |
| Bordun     | 8′  |
| Posaune    | 16′ |

1834 wurde die Orgel durch Johann Michael Hesse II. aus Dachwig repariert und erweitert. 1862 erfolgte eine Reparatur durch Carl Daniel (Walschleben), 1907 eine Reparatur durch Albin Hickmann & Comp. (Dachwig) und 1985 die Restaurierung durch Herbert Löbling (Erfurt).
Von 2020 bis 2024 wurde die Orgel erneut restauriert, da sie sich wieder in einem unbefriedigenden Zustand befand und die Registerzüge nur mit Mühe betätigt werden konnten.